# World Series 1999
Le World Series 1999 sono state la 95ª edizione della serie di finale della Major League Baseball al meglio delle sette partite tra i campioni della National League (NL) 1999, gli Atlanta Braves, e quelli della American League (AL), i New York Yankees. A vincere il loro ventiquattresimo titolo furono gli Yankees per quattro gare a zero.
New York vinse il terzo titolo nell'arco di quattro anni, il secondo consecutivo, in quella che fu una riedizione delle World Series 1996. MVP della serie fu il lanciatore di rilievo Mariano Rivera degli Yankees che ottenne una salvezza e una vittoria.

## Sommario
New York ha vinto la serie, 4-0.
| Gara | Data       | Risultato                                            | Stadio         | Tempo | Pubblico |
| ---- | ---------- | ---------------------------------------------------- | -------------- | ----- | -------- |
| 1    | 23 ottobre | New York Yankees – 4, Atlanta Braves – 1             | Turner Field   | 2:57  | 51.342   |
| 2    | 24 ottobre | New York Yankees – 7, Atlanta Braves – 2             | Turner Field   | 3:14  | 51.226   |
| 3    | 26 ottobre | Atlanta Braves – 5, New York Yankees – 6 (10 inning) | Yankee Stadium | 3:16  | 56.794   |
| 4    | 27 ottobre | Atlanta Braves – 1, New York Yankees – 4             | Yankee Stadium | 2:58  | 56.752   |

## Hall of Famer coinvolti
- Yankees: Joe Torre (manager), Derek Jeter, Mariano Rivera
- Braves: Bobby Cox (manager), John Schuerholz (GM), Tom Glavine, Chipper Jones, Greg Maddux, John Smoltz